# Castillo palacio de los López de Lapuente
El castillo palacio de los López de Lapuente o simplemente castillo palacio de Lituénigo es una castillo palacio del siglo XV, construido sobre una fortaleza preexistente del siglo XII, ubicada el municipio zaragozano de Lituénigo, en lo alto de la población. 

## Historia
La primera mención histórica de Lituénigo corresponde al año 1106 en la que aparece mencionada en una regupara una regulación de riegos. Perteneció a los condes de Luna, pero en 1430 fue ocupada por los castellanos en el marco de la Guerra castellano-aragonesa, hasta que fue recuperada por Aragón en 1436.

## Descripción
Se trata de un edificio de planta poligonal construido en mampostería reforzada con piedra sillar en las esquinas. Tiene unos torres que sobresalen en las esquinas, siendo una de ellas una torre rectangular la parte más antigua conservada del castillo que fue levantada en el siglo XII. En el siglo XV la torre se amplía como castillo palacio, dando origen al edificio que vemos hoy en día y que en la actualidad está dedicado a viviendas.
Del exterior se conserva algún elemento defensivo como la puerta de acceso que consiste en un arco ligeramente apuntado, que da paso a un pequeño patio rectangular que pudiera haber sido el patio de armas. Se conservan también dos de las estancias primitivas junto a esta puerta.

## Catalogación
El Castillo palacio de los López de Lapuente está incluido dentro de la relación de castillos considerados Bienes de Interés Cultural en virtud de lo dispuesto en la disposición adicional segunda de la Ley 3/1999, de 10 de marzo, del Patrimonio Cultural Aragonés. Este listado fue publicado en el Boletín Oficial de Aragón del día 22 de mayo de 2006.